# سیرگنشتاین
سیرگنشتاین (به آلمانی: Syrgenstein) یک شهر در آلمان است که در بایرن واقع شده‌است.

## خصوصیات
سیرگنشتاین ۱۶٫۶۶ کیلومترمربع مساحت دارد ۴۸۵ متر بالاتر از سطح دریا واقع شده‌است.